# Dukuh (Cibungbulang)
Dukuh is een bestuurslaag in het regentschap Bogor van de provincie West-Java, Indonesië. Dukuh telt 6391 inwoners (volkstelling 2010).